# Memphis Tigers

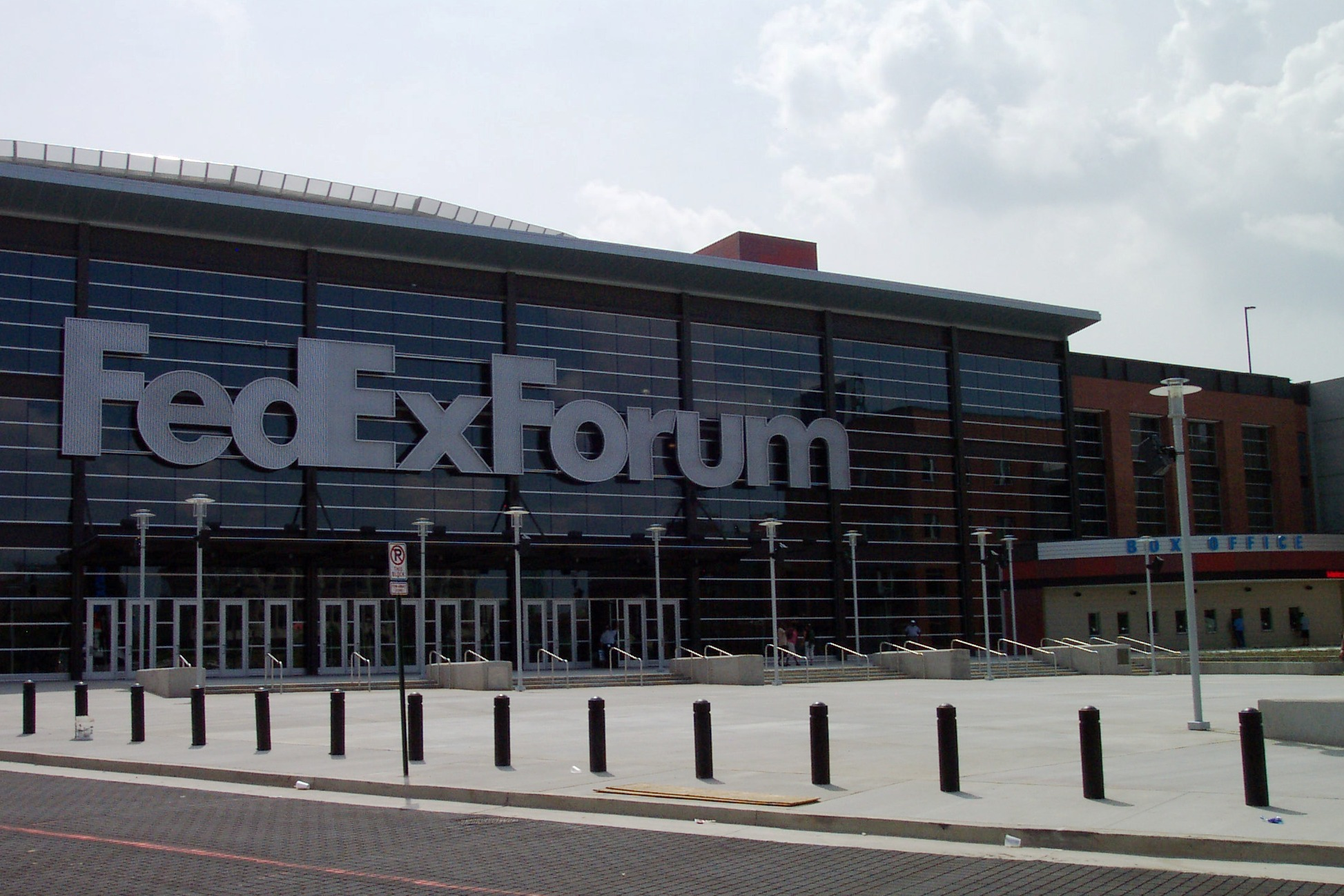
FedExForum

Memphis Tigers (español: Tigres de Memphis) es el equipo deportivo de la Universidad de Memphis. Los equipos de los Tigers participan en las competiciones universitarias organizadas por la NCAA, y forma parte de la American Athletic Conference. 

## Equipos
Los Tigers tienen 18 equipos oficiales, 9 masculinos y 9 femeninos:
| Masculino - Baloncesto - Fútbol - Golf - Tenis - Béisbol - Fútbol americano - Tiro deportivo - Cross - Atletismo | Femenino - Baloncesto - Fútbol - Golf - Tenis - Sóftbol - Voleibol - Tiro deportivo - Cross - Atletismo |

## Deportes

### Baloncesto
El equipo masculino de baloncesto fue subcampeón del torneo de la NCAA en 1973 y 2008. 
De esta universidad han salido notables baloncestistas que han pasado por la NBA, cabe destacar a Anfernee Hardaway, Lorenzen Wright, Derrick Rose, Tyreke Evans o Will Barton.
Estos son los números retirados por la universidad de Memphis, en su pabellón, el FedExForum, y que no pueden ser usados por ningún otro jugador de la universidad.
| Número | Jugador         | Años      |
| ------ | --------------- | --------- |
| 13     | Forest Arnold   | 1952–1956 |
| 21     | Larry Finch     | 1970–1973 |
| 22     | Win Wilfong     | 1955–1957 |
| 24     | Keith Lee       | 1981–1985 |
| 25     | Penny Hardaway  | 1991–1993 |
| 33     | Ronnie Robinson | 1970–1973 |
| 34     | Elliot Perry    | 1987–1991 |
| 35     | Larry Kenon     | 1972–1973 |
| 44     | John Gunn       | 1974–1976 |
| 45     | Lorenzen Wright | 1994–1996 |

*El jugador Chris Douglas-Roberts, que estuvo en los Tigers desde 2005 a 2008, declinó la invitación de la universidad para retirar su camiseta número 14, en 2017.

### Fútbol americano
En cuanto al fútbol americano, el programa comenzó a destacar a principios de siglo, logrando tres bowl games consecutivos en 2004, 2005 y 2006.